# Leo Freisinger
Leo Freisinger, né le 7 février 1916 à Chicago et mort le 29 août 1985 à Mission Viejo, est un patineur de vitesse américain notamment médaillé de bronze sur 500 mètres aux Jeux olympiques d'hiver de 1936.

## Carrière
À seulement 19 ans, Leo Freisinger est médaillé de bronze sur 500 mètres aux Jeux olympiques d'hiver de 1936 à Garmisch-Partenkirchen en Allemagne. Il est ensuite champion des États-Unis en intérieur les deux années suivantes et champion des États-Unis et d'Amérique du Nord en 1940. Il bat le record du monde du 500 mètres en 1938, mais son temps n'est pas enregistré car le Norvégien Hans Engnestangen fait encore mieux juste après lui. Après avoir fait des spectacles de patinage artistique, Freisinger est l'entraîneur de l'équipe américaine de patinage de vitesse aux Jeux olympiques d'hiver de 1964.

## Records personnels
- 500 mètres : 41 s 9
- 1 500 mètres : 2 min 18 s 9
- 5 000 mètres : 8 min 41 s 4[1]